# فسفاتاز
فسفاتاز آنزیمی است که بوسیله هیدرولیز کردن مونواسترهای اسید فسفریک و تبدیل آنها به یون فسفات و مولکولی با یک گروه هیدروکسیل آزاد، گروه فسفات را از پیش‌ماده (سوبسترا) خود جدا می‌سازد. این کارکرد آنزیم برعکس عمل آنزیم‌های کیناز و فسفوریلاز است. آنزیم‌های کیناز و فسفوریلاز گروه‌های فسفات خودرا با استفاده از مولکول‌های پرانرژی مثل ATP به پیش ماده خود متصل می‌کنند.
آلکالین فسفاتاز یکی از فسفاتازهای رایج در بسیاری از موجودات زنده‌است.

## زیر گروه‌ها
فسفاتازها را می‌توان بر اساس ویژگی آنها نسبت به پیش ماده خود تقسیم‌بندی کرد.
- فسفاتازها ی ویژه تیروزین:  پیش ماده این آنزیم‌ها فسفو تیروزین است.
- فسفاتازها ی ویژه سرین-ترئونین:  پیش ماده این آنزیم‌ها فسفو سرین-ترئونین است.
- فسفاتازهای واجد ویژگی دوگانه:  پیش ماده این آنزیم‌ها فسفو سرین-ترئونین- تیروزین است.
- فسفاتازهای ویژه هیستیدین:  پیش ماده این آنزیم‌ها فسفو هیستیدین است.
- فسفاتازهای چربی:  پیش ماده این آنزیم‌ها فسفاتیدیل‌اینوزیتول (۳٬۴٬۵) تری‌فسفات است.